# بابا تشاغوني
بابا تشاغوني (بالفرنسية: Baba Tchagouni)‏ (31 ديسمبر 1990 توغو - ) هو لاعب كرة قدم توغولي.

## روابط خارجية
- بابا تشاغوني على موقع الاتحاد الدولي (مؤرشف)  (الإنجليزية)
- بابا تشاغوني على موقع قاعدة بيانات كرة القدم.إي يو (الإنجليزية)
- بابا تشاغوني على موقع ناشيونال فوتبول تيمز (الإنجليزية)
- بابا تشاغوني على موقع Soccerway.com (الإنجليزية)